# West Bay Shore
West Bay Shore és una concentració de població designada pel cens dels Estats Units a l'estat de Nova York. Segons el cens del 2000 tenia 4.775 habitants.

## Demografia
Segons el cens del 2000, West Bay Shore tenia 4.775 habitants, 1.721 habitatges, i 1.366 famílies. La densitat de població era de 771,4 habitants per km².
Dels 1.721 habitatges en un 30,6% hi vivien nens de menys de 18 anys, en un 67,3% hi vivien parelles casades, en un 9,6% dones solteres, i en un 20,6% no eren unitats familiars. En el 16,5% dels habitatges hi vivien persones soles el 7,9% de les quals corresponia a persones de 65 anys o més que vivien soles. El nombre mitjà de persones vivint en cada habitatge era de 2,76 i el nombre mitjà de persones que vivien en cada família era de 3,11.
Per edats la població es repartia de la següent manera: un 23,3% tenia menys de 18 anys, un 5,8% entre 18 i 24, un 27% entre 25 i 44, un 26,6% de 45 a 60 i un 17,3% 65 anys o més.
L'edat mediana era de 42 anys. Per cada 100 dones de 18 o més anys hi havia 91,2 homes.
La renda mediana per habitatge era de 73.194 $ i la renda mediana per família de 75.055 $. Els homes tenien una renda mediana de 61.635 $ mentre que les dones 41.667 $. La renda per capita de la població era de 31.998 $. Entorn del 3,1% de les famílies i el 4,6% de la població estaven per davall del llindar de pobresa.